# Bismarckstraße
La Bismarckstraße (letteralmente: “via Bismarck”) è un’importante strada urbana radiale della città tedesca di Berlino.
Attraversa da ovest a est il quartiere di Charlottenburg ed è interamente parte delle strade federali B2 e B5.

## Storia
Già esistente nel XVIII secolo, assunse il nome attuale nel 1871 in onore del cancelliere Otto von Bismarck.
Nei primi anni del XX secolo venne ampliata dalla larghezza originaria di 26 m a 50 m, grazie all'abbattimento di numerosi edifici sul lato sud.

## Tracciato
La Bismarckstraße ha origine a Ernst-Reuter-Platz come prolungamento della Straße des 17. Juni e si dirige verso ovest attraversando il quartiere di Charlottenburg.
Termina a Sophie-Charlotte-Platz, oltre la quale prosegue con la denominazione di Kaiserdamm.

## Edifici notevoli
Sul lato destro:
- all'angolo con Ernst-Reuter-Platz 3 il Telefunken-Hochhaus, costruito dal 1959 al 1961 su progetto di Paul Schwebes e Hans Schoszberger;[1]
- al n. 10 la sede della società Gerling, costruita dal 1959 al 1961 su progetto di Gerhard Krebs;[2]
- ai nn. 20-31 il complesso residenziale «Opernviertel», costruito a partire dal 1966 su progetto di Hans Müller e Georg Heinrichs;[3]
- ai nn. 35-37 la Deutsche Oper, costruita dal 1956 al 1961 su progetto di Fritz Bornemann;[4][5][6]
- al n. 48 l'edificio degli uffici finanziari di Charlottenburg, costruito dal 1936 al 1939 su progetto di Brucker e Kepler.[7]

Sul lato sinistro:
- ai nn. 79-80 un edificio residenziale, costruito dal 1905 al 1906 su progetto di Otto March;[5]
- ai nn. 86-90 il complesso residenziale «Wohnhaus am Opernplatz», costruito dal 1967 al 1970 su progetto di Rolf Gutbrod;[8]
- al n. 107 la sede della società Ruhrkohle, costruita nel 1958 su progetto di Paul Baumgarten;[9]
- al n. 110 il Teatro Schiller, costruito dal 1950 al 1951 su progetto di Rudolf Grosse e Heinz Völker;[1][10]
- all'angolo con Ernst-Reuter-Platz 6 un edificio per uffici, costruito dal 1969 al 1974 su progetto di Bernhard Binder.[11]

## Trasporti
Sotto la Bismarckstraße corre la linea U2 della metropolitana, con le stazioni Deutsche Oper, Bismarckstraße (servita anche dalla linea U7) e Sophie-Charlotte-Platz.